# Shieh Rong-Trong
Shieh Rong-Trong es un deportista taiwanés que compitió en taekwondo. Ganó una medalla de bronce en el Campeonato Asiático de Taekwondo de 1988, en la categoría de +83 kg.

## Palmarés internacional
| Representando a China Taipéi |                  |                   |           |
| Campeonato Asiático          |                  |                   |           |
| Año                          | Lugar            | Medalla           | Categoría |
| 1988                         | Katmandú (Nepal) | Medalla de bronce | +83 kg    |